# Nijmeegs Studentenorkest Collegium Musicum Carolinum
Het Nijmeegs Studentenorkest Collegium Musicum Carolinum (CMC) is een studentensymfonieorkest uit Nijmegen. Het orkest bestaat voornamelijk uit (oud-)studenten en medewerkers van de Radboud Universiteit en de Hogeschool van Arnhem en Nijmegen.  
Per semester wordt gewoonlijk één programma ingestudeerd en (meestal meerdere keren) uitgevoerd. Daarnaast worden ook geregeld extra concerten gegeven of wordt er meegewerkt met projecten van andere verenigingen. Ook wordt er meestal voor elk concert een professionele solist uitgenodigd om met het orkest samen te spelen.  
Een keer per twee jaar gaat het orkest op tournee naar het buitenland. Het orkest is de afgelopen jaren al op tournee geweest naar Duitsland, Denemarken, Hongarije en België. In de zomer van 2024 gaat het orkest op tournee naar onder meer Brussel en Praag om daar meerdere concerten te geven. 

## Geschiedenis tot heden
Het Nijmeegs Studentenorkest Collegium Musicum Carolinum musiceert sinds 1937 en is daarmee, samen met studentenkoor Alphons Diepenbrock, de oudste culturele studentenvereniging van Nijmegen. Bij de oprichting in 1937 waren koor en orkest namelijk nog één vereniging waren: het Kamerkoor- en Orkest Alphons Diepenbrock. Beide bestonden toen uit een bescheiden 20 leden. De dirigent van het orkest was in die tijd Max Prick van Wely. 
Tijdens de Tweede Wereldoorlog verdween de vereniging tijdelijk. Na de oorlog werd de Studenten Muziekvereniging Dr. Alphons Diepenbrock opgericht, genoemd naar de Nederlandse componist Alphons Diepenbrock. In 1974 scheidde het orkest zich af en ging verder als het Nijmeegs Studentenorkest Collegium Musicum Carolinum. Het koor noemde zich vanaf toen Nijmeegs Studentenkoor Alphons Diepenbrock (NSKAD).
In 1953 werden koor en orkest twee aparte verenigingen, maar wel met dezelfde dirigent: pater Ben Kahmann. Hij stuurde het orkest een nieuwe richting in met een vrij moderne muziekkeuze: werken van Bach en Telemann werden afgewisseld met Andriessen en Hindemith. Ook vroeg Kahmann regelmatig Nederlandse componisten om een werk speciaal voor het koor en orkest te schrijven. Pater Kahmann was met 18 jaar de langstzittende dirigent. Na zijn afscheid in 1970 volgde een aantal dirigenten elkaar snel op, tot de komst van Jules van Hessen. In 1987 gaf het orkest een lustrumconcert met onder andere de Eerste Symfonie van Gustav Mahler en een show van Mini en Maxi. Een half jaar later nam Van Hessen afscheid van het orkest. 
Na een korte samenwerking met Tilo Lehmann nam Josef Suilen in 1991 het dirigentschap over. In 1996 reisde het orkest af naar Japan, waar vier keer Mussorgsky’s Schilderijententoonstelling werd uitgevoerd.
Vanaf 1999 werkt het orkest nauw samen met het Radboudumc. Het orkest geeft sindsdien elk jaar een concert in de Vereeniging voor studenten en medewerkers van de medische faculteit en het ziekenhuis.
In de zomer van 2000 werd de dirigentenpost overgenomen door de Brit Quentin Clare. Stukken uit deze tijd waren de eerste twee symfonieën van Brahms, The Planets van Holst (gespeeld met het veertiende lustrum) en de Negende Symfonie van Beethoven (gespeeld met het vijftiende lustrum).
Na het afscheid van Clare in 2012 stond het orkest onder leiding van Karel Deseure en Frans-Aert Burghgraef. Sinds september 2016 is Pim Cuijpers dirigent. 

## Activiteiten

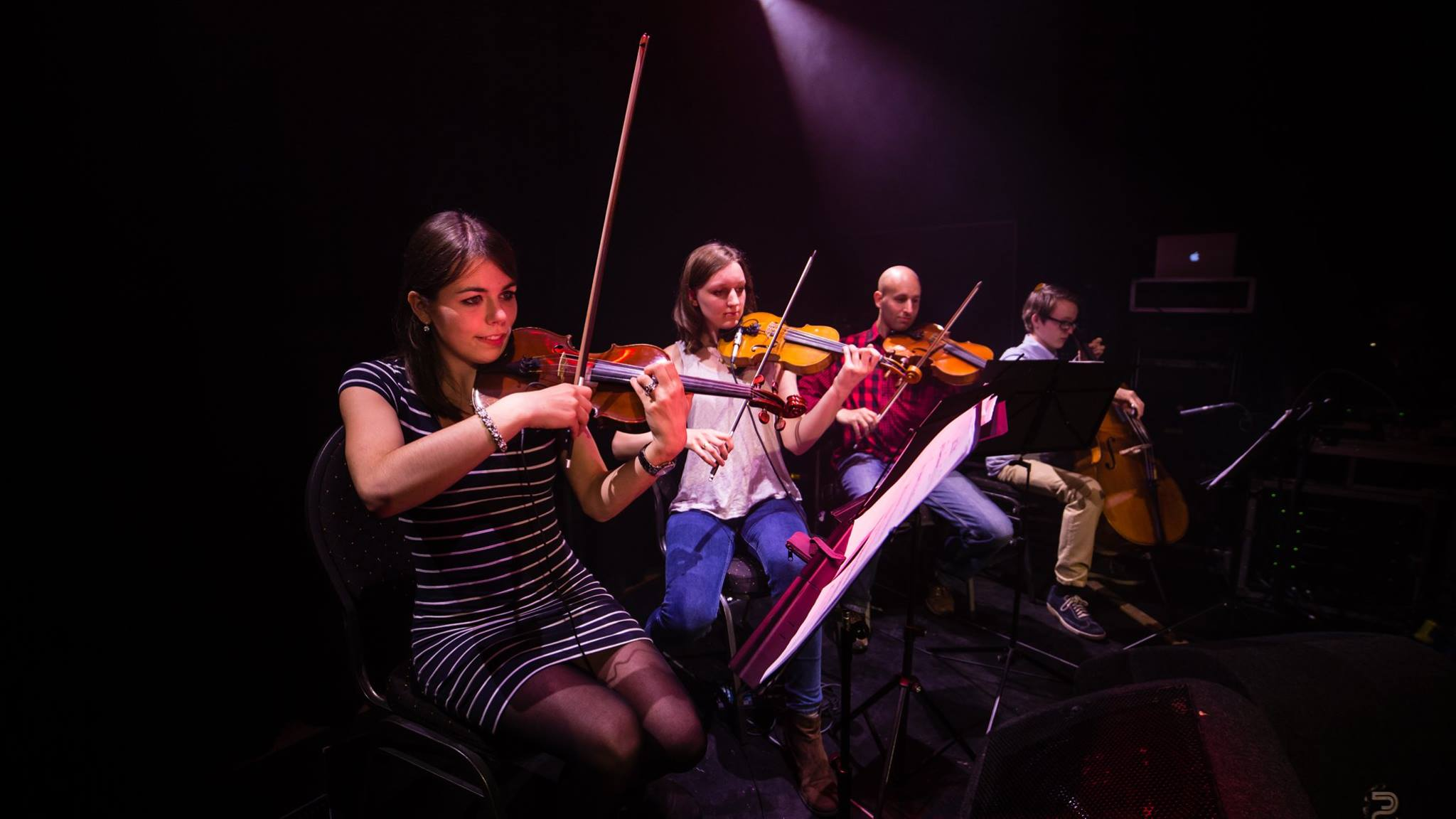
Strijkkwartet uit het orkest, 2016

Het orkest speelt vooral werken uit de romantiek. De laatste jaren stond muziek op de lessenaars van onder anderen Beethoven, Brahms, Dvorak, Schubert, Tsjaikovski, Bruckner, Rachmaninov, Wagner, Mahler, Berlioz, Prokofjev, Saint-Saëns, Grieg en Debussy.
Naast de reguliere programma's zijn er verschillende kamermuziekensembles opgericht binnen het orkest, die ook buiten repetitietijd samenspelen.
Het orkest is een echt "studentenorkest" wat betekent dat het voor studenten door studenten is. Er wordt jaarlijks een nieuw bestuur gekozen. Het bestuur werkt  samen met de verschillende commissies binnen het orkest en met externe organisaties om zowel de jaarlijkse concerten als andere activiteiten voor leden te organiseren. Per halfjaar worden er bijvoorbeeld ook repetitieweekends en repetitiedagen gehouden om intensief te werken aan de stukken die in dat halfjaar tijdens het concert zullen worden gespeeld. 

## Dirigenten

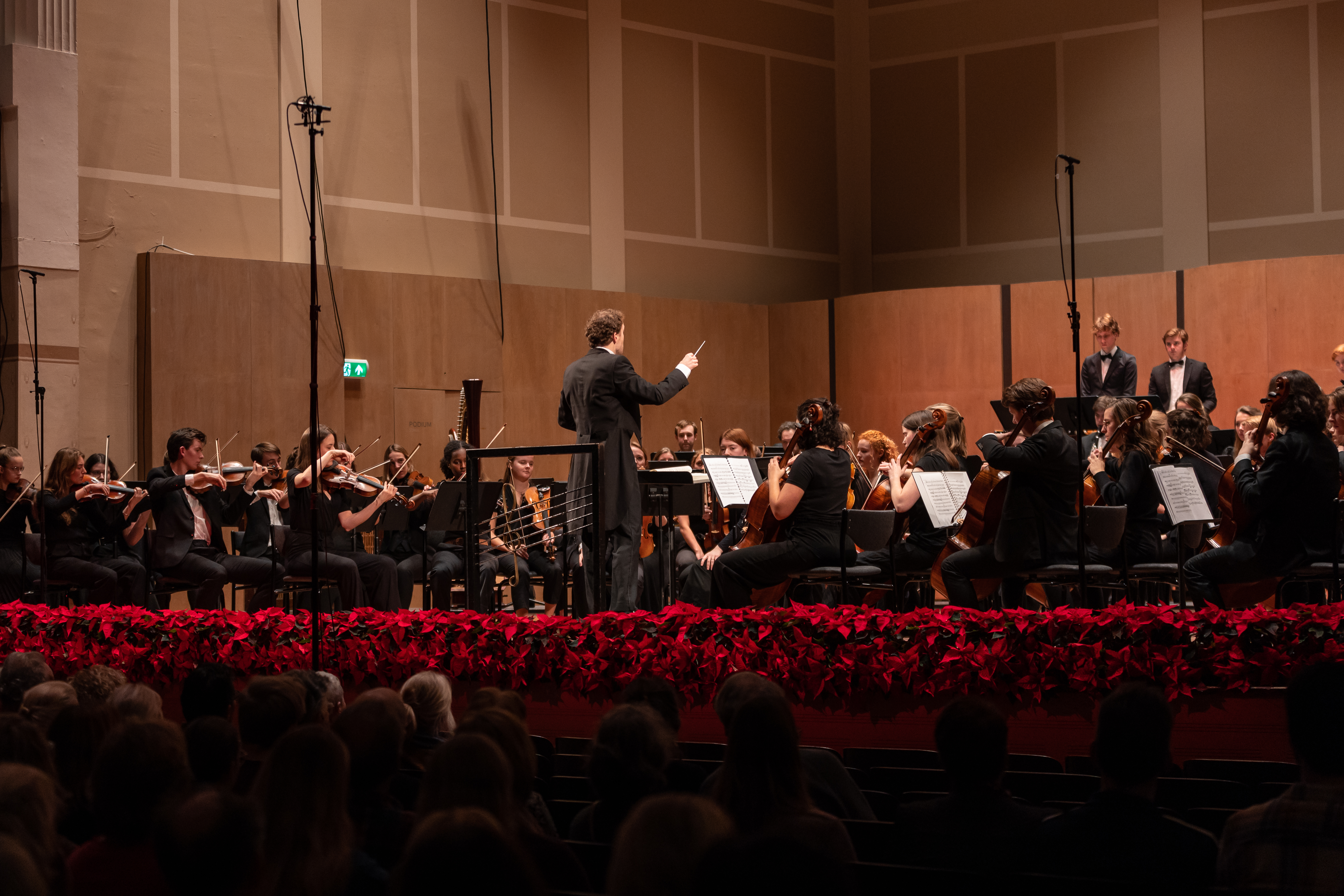
Het orkest tijdens een concert in de Vereeniging in Nijmegen, onder leiding van Pim Cuijpers.

De afgelopen tachtig jaar heeft het studentenorkest onder leiding gestaan van de dirigenten weergegeven in onderstaande tabel.
| Periode    | Dirigent              |
| ---------- | --------------------- |
| 1937-1940  | Max Prick van Wely    |
| 1949-1951  | Cor van Vliet         |
| 1952-1970  | pater Ben Kahmann     |
| 1970       | Piet Kingma           |
| 1970-1973  | Cees Rotteveel        |
| 1973-1977  | Laurens Boogaarts     |
| 1977-1979  | Fokke-Jan Dijkstra    |
| 1979-1981  | Walter Proost         |
| 1981-1983  | Hans Jansen           |
| 1983-1987  | Jules van Hessen      |
| 1987-1991  | Tilo Lehmann          |
| 1991-2000  | Josef Suilen          |
| 2000-2013  | Quentin Clare         |
| 2013-2015  | Karel Deseure         |
| 2015       | Quentin Clare         |
| 2016       | Frans-Aert Burghgraef |
| 2016-heden | Pim Cuijpers          |

## Tournees
Eens per twee jaar gaat het orkest op tournee naar het buitenland. In de tabel hieronder staan tourneelocaties van de afgelopen jaren weergegeven.

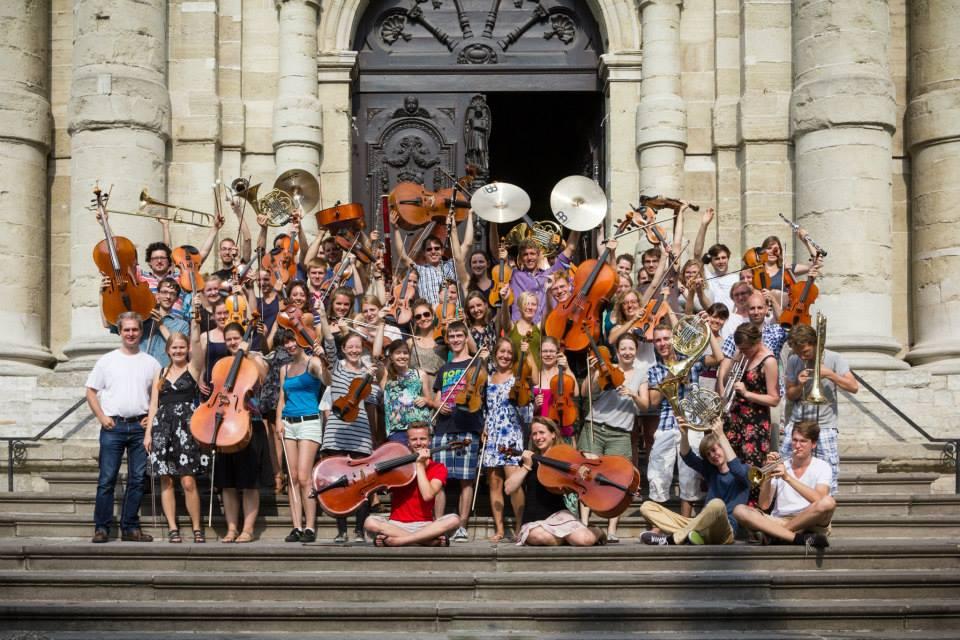
Leuven, België - Tournee zomer 2014

| Land                          | Stad                              | Jaar |
| ----------------------------- | --------------------------------- | ---- |
| Japan                         |                                   | 1996 |
| Spanje                        | Zaragoza                          | 2002 |
| Italië                        | Florence                          | 2005 |
| Frankrijk                     | Belfort                           | 2007 |
| Hongarije                     | Boedapest & Györ                  | 2009 |
| Duitsland & Denemarken        | Münster & Kopenhagen              | 2012 |
| België                        | Leuven                            | 2014 |
| Polen                         | Krakau                            | 2014 |
| Oostenrijk                    | Wenen                             | 2017 |
| Duitsland & Tsjechië          | Dresden & Praag                   | 2018 |
| Duitsland & Luxemburg         | Keulen & Luxemburg                | 2020 |
| België, Hongarije & Slowakije | Antwerpen, Boedapest & Bratislava | 2022 |
| België & Tsjechië             | Brussel & Praag                   | 2024 |